# 1767 Milestones
Unter der Bezeichnung 1767 Milestones („1767 Meilensteine“) sind die noch erhaltenen, entlang der Boston Post Road von Boston bis Springfield aufgestellten Meilensteine als Historic District im National Register of Historic Places (NRHP) eingetragen. Die Namensgebung bezieht sich dabei nicht auf die Anzahl, sondern auf das Jahr 1767, in dem die letzten Steine zur Vervollständigung errichtet wurden. Im gesamten Bundesstaat Massachusetts der Vereinigten Staaten existieren gemeinsam mit diesen 40 Meilensteinen noch 129 originale Wegmarkierungen.
Die im NRHP eingetragenen Meilensteine, die größtenteils aus Granit bzw. Sandstein bestehen, stehen weitgehend an State Routes. Einige befinden sich jedoch auf privaten Grundstücken, und fünf wurden in Mauern bzw. in ein Denkmal eingebaut. Die als Monolith ausgeführten Wegmarkierungen weisen Höhen zwischen 30 cm und 1,5 m, Breiten zwischen 45,7 cm und 91,5 cm sowie Tiefenmaße von 10 cm bis 30,5 cm auf. Die Steine auf dem heutigen Stadtgebiet von Boston wurden von Paul Dudley (Attorney General der Province of Massachusetts Bay und Sohn von Joseph Dudley) aufgestellt und tragen seine Initialen.

## Historische Bedeutung
Das Parlament von Massachusetts erließ 1764 auf der Basis einer entsprechenden Entscheidung des Board of Trade ein Gesetz zur Vermessung und Dokumentation der kolonialen Postrouten mit der Vorgabe, „dass die Gesamtausgaben 200 Pfund nicht überschreiten“. Die auf dieser Grundlage erfolgte Neuerrichtung und Instandsetzung bereits bestehender Meilensteine entlang der Boston Post Road von Boston bis Springfield markiert einen wichtigen Schritt in der Geschichte des US-amerikanischen Transportwesens. 1960 wurde ein Gesetz zur dauerhaften Erhaltung der Meilensteine erlassen; 40 der ursprünglich 99 Markierungen konnten zu diesem Zeitpunkt noch aufgefunden werden.
Am 7. April 1971 wurden die Meilensteine in das National Register of Historic Places aufgenommen. Am 22. Februar 1989 wurden die 1767 Milestones als Historic District eingestuft.

## Liste der noch existenten Meilensteine
Die folgende Tabelle listet alle noch existenten bzw. erneuerten Meilensteine auf (Stand: Januar 2014).
| Lfd. Nr. | Entfernung bis Boston [mi] | Bild | Errichtet | Koordinaten                                                             | Ort             | Weblink                 | Bemerkungen                                                                      |
| -------- | -------------------------- | ---- | --------- | ----------------------------------------------------------------------- | --------------- | ----------------------- | -------------------------------------------------------------------------------- |
| 1        | 1                          |      | 1744      | Roxbury / Centre Street 42° 19′ 48,2″ N, 71° 5′ 30,4″ W                 | Boston          | MACRIS-Datenbankeintrag | Als Parting Stone bzw. Parting Ways Stone bekannt.                               |
| 2        | 4                          |      | 1729      | 841 Huntington Avenue 42° 19′ 58,6″ N, 71° 6′ 38,4″ W                   | Boston          | MACRIS-Datenbankeintrag |                                                                                  |
| 3        | 5                          |      | 1729      | 210 Harvard Street 42° 20′ 25,2″ N, 71° 7′ 15″ W                        | Brookline       | MACRIS-Datenbankeintrag |                                                                                  |
| 4        | 6                          |      | 1729      | 142 Harvard Avenue 42° 21′ 6,2″ N, 71° 7′ 54″ W                         | Boston          | MACRIS-Datenbankeintrag |                                                                                  |
| 5        | 7                          |      | 1729      | 240 North Harvard Street 42° 21′ 41,7″ N, 71° 7′ 48,5″ W                | Boston          | MACRIS-Datenbankeintrag |                                                                                  |
| 6        | 8                          |      | 1734      | Garden St. Burying Ground 42° 22′ 30,3″ N, 71° 7′ 9,5″ W                | Cambridge       | MACRIS-Datenbankeintrag |                                                                                  |
| 7        | 23                         |      | 1767      | River und Water Row Road 42° 22′ 19″ N, 71° 23′ 7,4″ W                  | Wayland         | MACRIS-Datenbankeintrag |                                                                                  |
| 8        | 24                         |      | 1767      | MA 20 & Landham Road 42° 21′ 39,8″ N, 71° 24′ 6,7″ W                    | Sudbury         | MACRIS-Datenbankeintrag |                                                                                  |
| 9        | 25                         |      | 1767      | MA 20 & Concord Road 42° 21′ 44,1″ N, 71° 24′ 58,2″ W                   | Sudbury         | MACRIS-Datenbankeintrag |                                                                                  |
| 10       | 26                         |      | 1767      | MA 20 & Nobscot Road 42° 21′ 36,4″ N, 71° 25′ 29,9″ W                   | Sudbury         | MACRIS-Datenbankeintrag |                                                                                  |
| 11       | 27                         |      | 1767      | MA 20 & Dudley Road 42° 21′ 36,4″ N, 71° 26′ 13,2″ W                    | Sudbury         | MACRIS-Datenbankeintrag | Fehlt                                                                            |
| 12       | 28                         |      | 1767      | MA 20 & Peakham Road 42° 21′ 35,3″ N, 71° 27′ 30,3″ W                   | Sudbury         | MACRIS-Datenbankeintrag |                                                                                  |
| 13       | 29                         |      | 1767      | Wayside Inn Road 42° 21′ 28,7″ N, 71° 28′ 16,6″ W                       | Sudbury         | MACRIS-Datenbankeintrag |                                                                                  |
| 14       | 33                         |      | 1767      | 148 East Main Street 42° 19′ 44,8″ N, 71° 37′ 20,6″ W                   | Northborough    | MACRIS-Datenbankeintrag |                                                                                  |
| 15       | 35                         |      | 1767      | Dean Park 42° 17′ 45,4″ N, 71° 41′ 48″ W                                | Shrewsbury      | MACRIS-Datenbankeintrag |                                                                                  |
| 16       | 43                         |      | 1767      | West Main Street & Interstate 90 42° 17′ 39,3″ N, 71° 45′ 0,1″ W        | Shrewsbury      | MACRIS-Datenbankeintrag |                                                                                  |
| 17       | 47                         |      | 1767      | Lincoln Street 42° 16′ 41,2″ N, 71° 47′ 39,9″ W                         | Worcester       | MACRIS-Datenbankeintrag |                                                                                  |
| 18       | 48                         |      | 1767      | 30 Elm Street 42° 15′ 53,9″ N, 71° 48′ 16,3″ W                          | Worcester       | MACRIS-Datenbankeintrag | Bis 1987 stand der Marker an der Adresse 139 Salisbury Street                    |
| 19       | 53                         |      | 1767      | 514 Main Street 42° 14′ 24″ N, 71° 53′ 7″ W                             | Leicester       | MACRIS-Datenbankeintrag | Ursprünglich MA 9 & Colliers Corner                                              |
| 20       | 54                         |      | 1767      | Stadtbibliothek 42° 14′ 45,5″ N, 71° 54′ 44″ W                          | Leicester       | MACRIS-Datenbankeintrag | Ursprünglich 101 Pleasant Street; 1996 in die Stadtbibliothek versetzt           |
| 21       | 56                         |      | 1767      | MA 9 42° 15′ 1,2″ N, 71° 56′ 34,6″ W                                    | Leicester       | MACRIS-Datenbankeintrag | Stark verwitterter Zustand                                                       |
| 22       | 57                         |      | 1767      | MA 9 42° 15′ 20,9″ N, 71° 57′ 27,6″ W                                   | Spencer         | MACRIS-Datenbankeintrag |                                                                                  |
| 23       | 58                         |      | 1767      | 325 Main Street 42° 15′ 7,5″ N, 71° 58′ 32,9″ W                         | Spencer         | MACRIS-Datenbankeintrag |                                                                                  |
| 24       | 59                         |      | 1767      | Main Street 42° 14′ 38,3″ N, 71° 59′ 37,5″ W                            | Spencer         | MACRIS-Datenbankeintrag |                                                                                  |
| 25       | 60                         |      | 1767      | Dewey Street 42° 14′ 7,1″ N, 72° 0′ 32,3″ W                             | Spencer         | MACRIS-Datenbankeintrag | Nach 1970 an den heutigen Standort versetzt                                      |
| 26       | 61                         |      | 1767      | 133 West Main Street 42° 13′ 53,3″ N, 72° 1′ 35,3″ W                    | Spencer         | MACRIS-Datenbankeintrag |                                                                                  |
| 27       | 62                         |      | 1767      | 324 East Main Street 42° 13′ 37,4″ N, 72° 2′ 43,6″ W                    | East Brookfield | MACRIS-Datenbankeintrag | Nach 1970 neu graviert                                                           |
| 28       | 63                         |      | 1767      | 184 North Brookfield Road 42° 13′ 40,3″ N, 72° 3′ 46,4″ W               | East Brookfield | MACRIS-Datenbankeintrag |                                                                                  |
| 29       | 64                         |      | ca. 1752  | Elm Hill Road 42° 13′ 51,2″ N, 72° 4′ 43,9″ W                           | Brookfield      | MACRIS-Datenbankeintrag |                                                                                  |
| 30       | 65                         |      | ca. 1752  | Elm Hill Road 42° 13′ 19,6″ N, 72° 5′ 36,1″ W                           | Brookfield      | MACRIS-Datenbankeintrag |                                                                                  |
| 31       | 66                         |      | 1767      | 31 West Main Street 42° 12′ 59,7″ N, 72° 6′ 36,4″ W                     | Brookfield      | MACRIS-Datenbankeintrag |                                                                                  |
| 32       | 67                         |      | ca. 1765  | 102 Foster Hill Road 42° 13′ 39″ N, 72° 7′ 13,8″ W                      | West Brookfield | MACRIS-Datenbankeintrag | Der Stein wurde von Benjamin Franklin entworfen                                  |
| 33       | 68                         |      | 1753      | Östliche Stadtgrenze 42° 14′ 10,2″ N, 72° 8′ 13,2″ W                    | West Brookfield | MACRIS-Datenbankeintrag | Der Stein wurde von Benjamin Franklin entworfen                                  |
| 34       | 69                         |      | ca. 1765  | 147 West Main Street 42° 14′ 2,7″ N, 72° 9′ 23,4″ W                     | West Brookfield | MACRIS-Datenbankeintrag | Der Stein wurde von Benjamin Franklin entworfen                                  |
| 35       | 70                         |      | 1753      | Main Street 42° 13′ 22,1″ N, 72° 10′ 17,9″ W                            | Warren          | MACRIS-Datenbankeintrag |                                                                                  |
| 36       | 71                         |      | 1753      | Burbank & Washington Street 42° 12′ 46,6″ N, 72° 10′ 57,6″ W            | Warren          | MACRIS-Datenbankeintrag |                                                                                  |
| 37       | 72                         |      | 1753      | 25 Winthrop Terrace 42° 12′ 48,1″ N, 72° 11′ 31,2″ W                    | Warren          | MACRIS-Datenbankeintrag | Nach 1970 an den heutigen Standort versetzt                                      |
| 38       | 73                         |      | 1753      | Baypath Road 42° 11′ 55,3″ N, 72° 12′ 15,2″ W                           | Warren          | MACRIS-Datenbankeintrag |                                                                                  |
| 39       | 74                         |      | 1753      | 970 Reed Street 42° 11′ 19,3″ N, 72° 13′ 9,5″ W                         | Warren          | MACRIS-Datenbankeintrag |                                                                                  |
| 40       | 99                         |      | 1767      | 3. Etage des Springfield Armory-Museums 42° 6′ 26,1″ N, 72° 34′ 53,3″ W | Springfield     | MACRIS-Datenbankeintrag | Im Zuge einer Parkplatzerweiterung ca. 1980 an seinen heutigen Standort versetzt |